# Триоксалатоферрат(III) калия
Триоксалатоферрат(III) калия — неорганическое соединение,комплексная соль железа, калия и щавелевой кислоты с формулой K3[Fe(C2O4)3],растворяется в воде,образует кристаллогидраты — зелёные кристаллы.

## Получение
Триоксалатоферрат(III) ион может быть получен взаимодействием оксалат ионов и ионов железа(III) в ходе реакции комплексообразования:
{\displaystyle {\ce {Fe^3+ + 3C2O4^2- -> [Fe(C2O4)3]^3-}}}
Для получения калиевой соли, необходимо, соответственно, использовать калиевые соли. Например, данное соединение может быть получено взаимодействием хлорида железа(III) и оксалата калия в водном растворе.
{\displaystyle {\ce {FeCl3 + 3K2C2O4 -> K3[Fe(C2O4)3] + 3KCl}}}
Ввиду относительно низкой растворимости при низкой температуре, соединение в дальнейшем может быть выкристаллизовано из раствора понижением оной.
Также, соединение может быть получено иными способами:
{\displaystyle {\ce {Fe2(SO4)3 + 3K2C2O4 +3BaC2O4 -> 2K3[Fe(C2O4)3] + 3BaSO4 v}}}
{\displaystyle {\ce {Fe(OH)3 + 3KHC2O4 -> K3[Fe(C2O4)3] + 3H2O}}}

## Физические свойства
Триоксалатоферрат(III) калия образует 
кристаллогидрат состава K3[Fe(C2O4)3]•3H2O — зелёные кристаллы
моноклинной сингонии,
пространственная группа P 21/c,
параметры ячейки a = 0,7762 нм, b = 1,9937 нм, c = 1,0353 нм, β = 107,75°, Z = 4.
Растворяется в воде, не растворяется в этаноле.

## Химические свойства
- Полностью обезвоживается при 113 градусах Цельсия:

{\displaystyle {\ce {K3[Fe(C2O4)3]*3H2O ->[t] K3[Fe(C2O4)3] + 3H2O ^}}}
- Разлагается под действием света и при нагревании свыше 290 градусов Цельсия:

{\displaystyle {\ce {2K3[Fe(C2O4)3] ->[hv/t] 2K2[Fe(C2O4)2] + K2C2O4 + 2CO2 ^}}}
- Реагирует с жёлтой кровяной солью на свету:

{\displaystyle {\ce {K4[Fe(CN)6] + K3[Fe(C2O4)] ->[hv] KFe[Fe(CN)6] + 3K2C2O4}}}
Данный способ использовался в методе цианотипии и создании первых чертежей.